# 2011년~2012년 요르단 시위

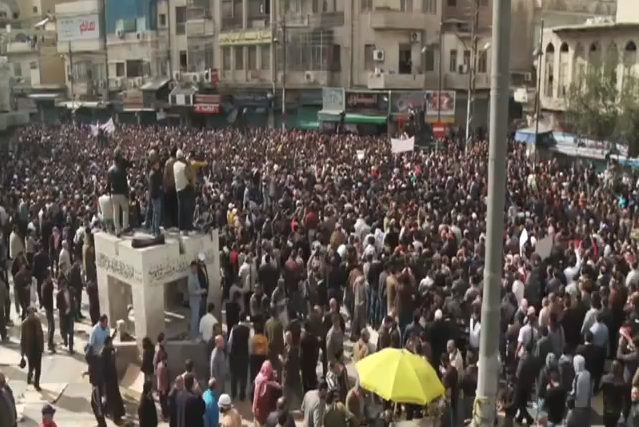

2011~2012년 요르단 반정부 시위는 아랍의 봄 시위의 일부로, 2011년 1월 요르단에서 발생하였다.
요르단 시위는 2011년 1월에 시작된 요르단에서의 일련의 시위로 정부 각료들의 해고로 이어졌다. 초기 단계에서 요르단의 시위는 처음에는 실업, 인플레이션, 부패에 반대하는 것이었다. 진정한 입헌 군주제와 선거 개혁을 요구하는 것도 함께 수반되었다.
식품 인플레이션과 급여는 국가의 분노의 원인이었다. 2010~2011년 튀니지 혁명과 2011년 이집트 혁명도 이 지역의 정치적 변화에 대한 희망을 높였다. 시리아와 예멘의 소란을 포함하여 중동과 북아프리카의 다른 불안과 함께 그들은 아랍의 봄의 일부였다.
압둘라 2세 국왕은 헌법의 약 3분의 1을 개혁하고, 독립선거위원회를 설립하고, 민주화 궤도에 착수하겠다고 맹세함으로써 시위에 대응했다. 그는 18개월 동안 3명의 총리를 경질했고, 2012년 압둘라 앙수르를 총리에 앉히고 2013년 조기 선거를 촉구했다. 이후 2016년 총선에서 하원에 완전 비례대표제를 도입했고, 2017년 지방선거에서 지방분권을 도입했다. 그리고 사법부를 개혁하기에 이른다.